# Hoja różowa

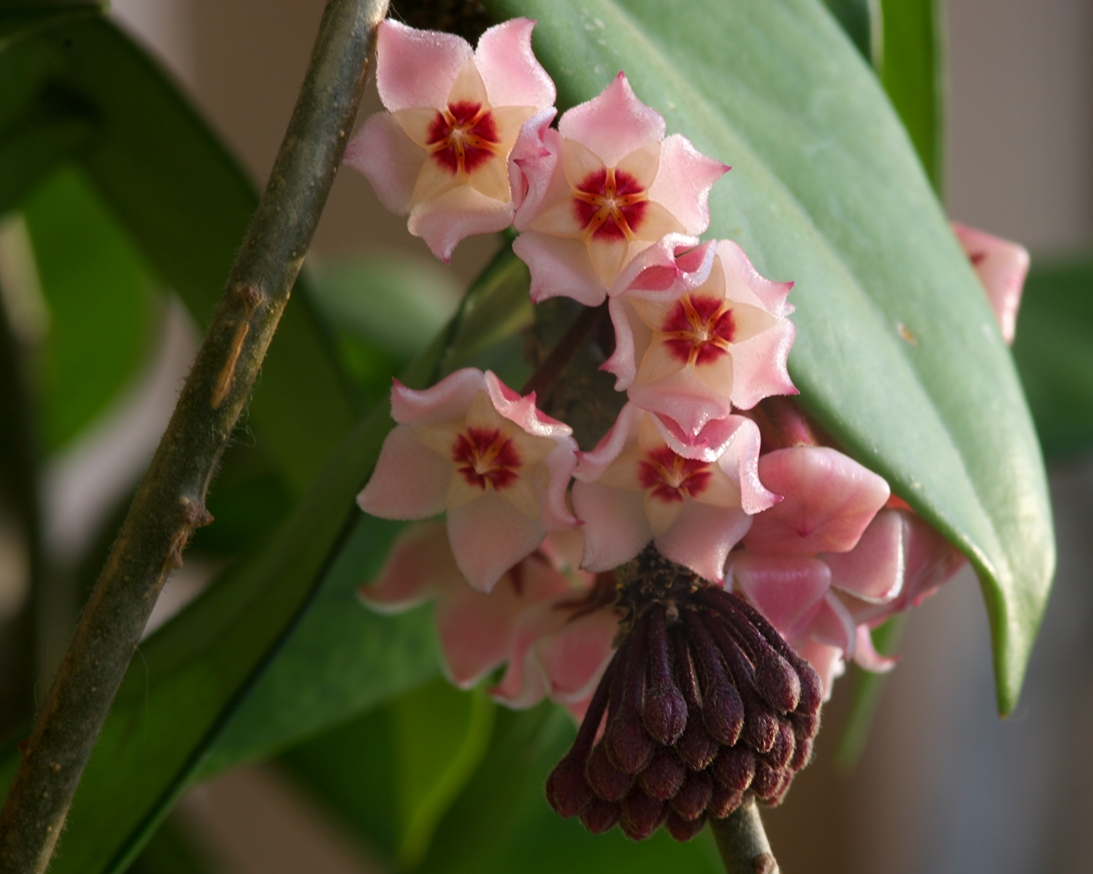
Kwiaty

Hoja różowa (Hoya carnosa) – gatunek rośliny z rodziny toinowatych (Apocynaceae). Często (błędnie) nazywana bywa woskownicą. Pochodzi z rejonu Azji Południowo-Wschodniej – Chin, Malezji, Wietnamu i wysp Japonii.

## Morfologia
PokrójSilnie rosnące pnącze. Stopniowo drewniejące pędy dorastają do kilku metrów długości.
LiścieSkórzaste i gładkie, lancetowatego kształtu, do 12 cm długości. Pierzasto użyłkowane z wierzchu ciemnozielone, często pokryte białymi, drobnymi plamkami, od spodu jaśniejsze bez nakrapiania.
KwiatyBaldachowate kwiatostany wyrastają z krótkich pędów kwiatostanowych. Mięsiste, różowe, w kształcie gwiazdek z charakterystyczną czerwoną plamką w środku. Wydzielają lepiący słodkawy nektar, który wabi owady. Wielokrotnie zakwita na tych samych pędach kwiatostanowych, dlatego z wiekiem kwitnie obficiej.

## Zastosowanie
- Roślina ozdobna: uprawiana jako roślina doniczkowa.

## Kultywary
- 'Variegata' – charakteryzujący się biało-zielonym ulistnieniem.
- 'Tricolor' – o trójkolorowych liściach[5].
- oraz 'Chelsea' i 'Sweet-heart', którego liście są sercowatego pokroju[7].

## Uprawa
W uprawie rośliny te preferują stanowiska jasne, lecz nie bezpośrednio nasłonecznione. Latem najlepszą jest temperatura pokojowa, zimą (w okresie spoczynku) – obniżona do 10–15 °C. Podlewanie systematyczne, umiarkowane, zimą – rzadkie. Zaleca się stosowanie bogatego podłoża z dodatkiem piasku i gliny. Ewentualne przesadzanie (do niewiele większej doniczki, w razie potrzeby) ma zły wpływ na kwitnienie i wzrost rośliny. Roślinę rozmnaża się z sadzonek pędowych lub wierzchołkowych. Do szkodników w uprawie hoi różowej należą owady z nadrodziny mszyc (Aphidoidea) i rodziny wełnowcowatych (Pseudococcidae).